# Улрих III (Вюртемберг)
Улрих III (на немски: Ulrich III, * 1286/1291, † 11 юли 1344) е от 1325 до 1344 г. граф на Вюртемберг.
Той е син и наследник на граф Еберхард I († 5 юни 1325) и втората му съпруга Маргарета Лотарингска, дъщеря на херцога на Горна Лотарингия Фридрих III.
Още от млад той участва в политиката. През 1319 г. той урежда съюзнически договор с крал Фридрих Красивия. Този съюз той подновява след встъпването му на служба през 1325 г. след като Вюртемберг отива на страната на Луи IV.
Улрих успява да увеличи значително територията на Вюртемберг. Той купува земи в Елзас, преди всичко той купува през 1342 г. Тюбинген и получава през 1336 г. Маркгрьонинген от император Лудвиг Баварски.
Улрих умира през 1344 г. в Елзас. Неговите владения наследяват двата му синове.

## Семейство
Улрих е женен от 1312 г. за Софи фон Пфирт († 25 март 1344), дъщеря на граф Теобалд фон Пфирт († 1311/1316) и на Катарина фон Клинген († 1296). С нея той има синовете:
- Еберхард II (1315-1392), граф на Вюртемберг
- Улрих IV (1320-1366), граф на Вюртемберг